# 熊井統子
熊井統子（日语： Kumai Motoko，1970年9月8日—），日本女性配音員、旁白。出身於東京都昭島市。身高156cm。AB型血。

## 簡介
81 Produce所屬，81Actor's Studio第5期畢業。

## 人物
熊井的興趣有旅遊、開車、賞鳥。特長是說英語。
2006年12月21日，熊井因病需要療養而暫停所有的聲優工作，除了先前已完成錄音的電視動畫《黑騎士 ～甦醒的太陽～》和電影動畫《劇場版 鐵人28號：白晝的殘月》之外，其它的作品不得不請其他聲優代替。直到翌年2007年的電視動畫《花漾明星KIRARIN》（2007年10月19日播出的第80話）中正式賦歸。同年《MAJOR》電視動畫播出第1季總集篇時，從原本擔任主角本田吾郎（少年時期）的配音改成擔任旁白。
2007年11月29日，熊井於電視動畫《今日大魔王！》衍生廣播節目「今日大魔王！真魔國放送協會」第29回『古蕾塔躲起來了!?』中重返廣播節目的工作崗位。

## 代演
在熊井養病期間，配音員代替作品如下：
- 小林沙苗－《怪傑佐羅利 (第2期)》：魯豬豬
- 比嘉久美子－《MÄR 魔兵傳奇 FIGHT DREAM》：虎水銀太
- 三瓶由布子－《童話槍手小紅帽》：鈴風草太
- 西村千奈美－《巧克力島》：
- 神崎千路（日语：神崎ちろ）－《南方小島的小架飛機 柏蒂（日语：南の島の小さな飛行機 バーディー）》：柏蒂

## 演出
粗體字表示主要角色。

### 電視動畫
1996年
- 愛天使傳說（希多）
- 愛莉絲偵探局（曼德）
- 機動新世紀鋼彈X（奇多·薩爾沙美爾）
- Cathy（賽妮絲）
- 蠟筆小新（三葉一八、萩田博子）
- 哆啦A夢 (大山羨代版)（小咪〈第5代〉、眼鏡君、小孩、少年）
- 企鵝掌門人（日语：バケツでごはん）（一 等）
- 爆走兄弟Let's & Go!!（1996～1998，、學）3系列
- 熱鬥小馬（堀江鬍治）
- 宇宙小毛球（客人、玉子的母親）
- YAT安心！宇宙旅行（日语：YAT安心!宇宙旅行）（1996～1998，星渡吾郎）2系列

1997年
- 學級王山崎（山崎）
- 甜心戰士F（サスペンションクロー妹、少年育兒）
- （強志、惠子）
- 手塚治虫的舊約聖書物語（日语：手塚治虫の旧約聖書物語）（咪咪、弟弟）
- 靈異獵人（剛士）
- 神奇寶貝（五郎、太郎）
- 馬赫GoGoGo (1997年版)（風見渡）
- 烈火之炎（1997～1998，小金井薰[5]、光蘭的秘書）

1998年
- 秋葉原電腦組（小鐵、女孩子B）
- 愛莉絲SOS（嵯峨野貴志）
- 機器人播音員 MAICO 2010（日语：MAICO2010）（太郎〈小孩〉）
- 抓狂一族（梅星淚）
- 庫洛魔法使（李小狼[6]）
- 海螺小姐（店員）
- 時空偵探建次君（喬治、馬可·波羅）
- 太陽之子 (BS版)（塔歐）
- 超速搖搖（艾力克斯·卡爾西亞）
- 怪博士與機器娃娃 (1997年版)（小少爺[7]、阿春奶奶、小猩猩）
- 忍者亂太郎（團吉）

1999年
- 宇宙海盜大冒險（日语：宇宙海賊ミトの大冒険）（雜魚）
- 週刊故事樂園（日语：週刊ストーリーランド）（直人）
- 傀儡師左近（右近）
- 名偵探柯南（俊也）
- 六翼天使之聲（日语：セラフィムコール）（正義）
- 數碼寶貝大冒險（大便獸）

2000年
- 犬夜叉（日吉丸、太郎丸）
- 真·女神轉生 惡魔之子（高城傑特、Android）
- 索斯機械獸（尼柯爾）
- 手塚治虫消失了!? 20世紀最後的怪事件（日语：手塚治虫が消えた!? 20世紀最後の怪事件）（寫樂保介[8]）
- 哈姆太郎（じゃじゃハムちゃん）
- 哆啦A夢 (大山羨代版)（男孩子C）
- 忍者亂太郎（忍蛋）
- 法布爾先生是名偵探（日语：ファーブル先生は名探偵）（戴尼斯）
- 神奇寶貝（小渡）
- 六門天外（占卜婆婆）

2001年
- X（哪吒、塔城霞月、勤）
- 天使的尾巴（大助）
- 刃牙（少年時期的花山薰（日语：花山薫））
- 元氣五胞胎（山邊小彥）
- 沙漠的海賊！隊長庫珀（日语：砂漠の海賊!キャプテンクッパ）（庫珀[9]）
- 通靈王（巧克力愛情·馬庫達爾）
- 索斯機械獸III（貝卡）
- （影萬之介）
- 地球防衛家族（大地大）
- 華麗的機會（日语：チャンス〜トライアングルセッション〜）（[10]）
- 戰鬥陀螺（木之宮龍）
- 神奇寶貝（小裕、歐薩姆）
- 名偵探柯南（小泉倫太郎）

2002年
- 七小花（森沼元子）
- SPACE PIRATE CAPTAIN HERLOCK（日语：SPACE PIRATE CAPTAIN HERLOCK）（富子）
- 超重神GRAVION（庫奇）
- Chobits（絲茉茉）
- 無敵戰鬥陀螺（木之宮龍）
- 花田少年史（花田一路）
- 鈴鐺貓娘Panyo Panyo（大章魚）
- 迷糊天使（御手洗大）
- 魔法咪路咪路（沙西凱）

2003年
- 原子小金剛 (2003年版)（玉夫[11]）
- 魔法少年賈修（雷康姆）
- 獸兵衛忍風帖 龍寶玉篇（琢磨）
- 鋼之鍊金術師（愛麗莎）
- 戰鬥陀螺G（木之宮龍）
- PAPUWA（PAPUWA）
- 人間交差點（小時候的次郎）
- 神奇寶貝超世代（洋介）

2004年
- 怪傑佐羅利（魯豬豬、食人花）
- 今日大魔王！（古蕾塔）
- 超重神GRAVION Zwei（庫奇、漢斯）
- 鐵人28號 (2004年版)（金田正太郎、羅比）
- 光之美少女（モコ）
- 妄想代理人（「少年」）
- MAJOR 1st Season（本田吾郎）
- 烘焙王（湯姆·克魯索）
- 洛克人EXE Stream（豆男）

2005年
- 哆啦A夢 (水田山葵版)（喬治）
- 怪傑佐羅利 (第2期)（魯豬豬、哞哞娘6、水色彩咪、茶色彩咪、紺色彩咪）
- 甲蟲王者 森林居民的傳說（威哥）
- BLACK CAT（提姆）
- 神奇寶貝超世代（管家奶奶）
- 南方小島的小架飛機 柏蒂（日语：南の島の小さな飛行機 バーディー）（柏蒂〈初代〉）
- MAJOR 2nd Season（茂野吾郎〈少年時代〉）
- MÄR 魔兵傳奇 FIGHT DREAM（虎水銀太〈初代〉）

2006年
- ARIA The NATURAL[[[Wikipedia:格式手册/链接#章節|錨點失效]]]（空）
- 童話槍手小紅帽（鈴風草太〈初代〉[12]）
- （可洛比）
- 黑騎士 ～奧拉克爾的勇者們～（亨特·斯帝爾）
- BLACK BLOOD BROTHERS（亞夫瑞·趙）

2007年
- 花漾明星KIRARIN（肥口安拾）
- 黑騎士 ～甦醒的太陽～（亨特·斯帝爾）
- 帝托拉傳奇（阿貝爾）
- 可愛小水滴 啊哈☆（日语：ぷるるんっ!しずくちゃん）
- 旋風管家

2008年
- 艾莉森與莉莉亞（維爾赫姆·休爾茲[13]）
- 鬼太郎 (第5作)（小林悟）
- SCARECROWMAN THE ANIMATION（日语：スケアクロウマン）（羅柏特）
- 野坂昭如 戰爭童話集「小菊與大野狼（日语：キクちゃんとオオカミ）」
- 星際寶貝：神奇大冒險（柔奈）
- SOUL EATER（リョク）
- 忍者亂太郎（栗丸）
- 洋葱和尚朝太郎（日语：ねぎぼうずのあさたろう）（朝太郎）
- 無限之住人（川上練造）
- 名偵探柯南（杉浦開人）
- MAJOR 4th Season（茂野吾郎〈少年時期〉）

2009年
- 蠟筆小新（元久〈第2代〉）
- Keroro軍曹（Zurara）
- 戀愛班長（大樹）
- 星際寶貝：外星大冒險（柔奈）
- 森林大帝 -勇氣能改變未來-（松鼠）
- 夏日風暴！（黑鏡男〈小時候〉）
- 發現·體驗·我喜歡巧虎！（おしつけサウルス）
- 鬍子小雞（熊野和夫）
- MAJOR 5th Season（茂野吾郎〈少年時期〉）

2010年
- 刀語（七花〈幼少時期〉）
- 海月姬（邦巴）
- 奇蹟少女KOBATO.（啓太）
- 海螺小姐（正太）
- 星際寶貝：神奇大冒險 ～最棒的朋友～（上原柔奈）
- Heartcatch 光之美少女！（可芙蕾、浩同學）
- 變身！公主偶像（早乙女光太郎、早乙女隊長）
- MAJOR 6th Season（茂野泉）
- （皮特）

2011年
- 海螺小姐（男孩子）
- 世界一初戀（漫畫家）
- 星光少女 極光之夢（春音齊、咪咪）
- 名偵探柯南（阿波羅·格拉斯（日语：名探偵コナン ホームズの黙示録#アポロ・グラス））
- 遊☆戲☆王ZEXAL（油壓庄兵衛）

2012年
- 足球騎士（逢澤傑〈少年時期〉）
- GON -小恐龍阿貢-（阿貢）
- 星際寶貝與砂之惑星（柔奈）
- 麵包超人（春捲弟弟〈第2代〉）
- 探險托里蘭托（寶隆）
- Battle Spirits 霸王（艾布拉·卡塔布拉）
- HUNTER×HUNTER (新版)（卡娜莉亞）
- 星光少女 美夢成真（咪咪、春音齊）

2013年
- 即興動畫研究所（日语：アドリブアニメ研究所）（多摩江、狹山湖、多摩湖、奧多摩湖、秩父湖）
- 蠟筆小新（椎野美太郎）
- 海螺小姐（星同學）
- 探險托里蘭托 -千年真寶-（激炎劍牙丸[14]、寶隆）
- 星光少女 彩虹舞台（溫泉旅館的老奶奶）

2014年
- 神奇寶貝XY（寧寧）

2015年
- 創聖機械天使 LOGOS（人君）
- 見習神仙 秘密的心靈（治郎）
- 銀魂゜（服部全藏〈少年時期〉）
- GON -小恐龍阿貢- (第2期)（阿貢）
- JoJo的奇妙冒險 星塵鬥士（波因哥[15]）
- 星際寶貝：神奇大冒險 PERFECT MOMORY（柔奈）
- 神奇寶貝XY&Z（寧寧）
- 魯邦三世 (2015年系列)（布莉吉特）

2016年
- 奇奇冒險日記（柯奇）
- 數碼暴龍宇宙 應用怪獸（多卡獸[16]／相撲獸／王者獸／波塞冬獸）
- 哆啦A夢 (水田山葵版)（烏帕、男孩子、朋友）

2017年
- 海螺小姐（上野守雄）
- 不要輸!! 惡之軍團！（晴太[17]）

2018年
- 庫洛魔法使 透明牌篇（李小狼[18]）
- 琴之森（金平大學[19]）
- 奇奇冒險日記 第二季（柯奇）
- MAJOR 2nd（茂野吾郎〈幼少期〉）
- TO BE HEROINE（黄金褲子之子〈光君〉[20]）
- 鬼太郎 (第6作)（2018～2019，次郎丸[21]、GOGO萬次郎／野篦坊[22]）
- 決鬥大師！（／次元嵐 ）
- 魯邦三世 PART5（布莉吉特）

2019年
- KING OF PRISM -Shiny Seven Stars-（日语：KING OF PRISM -Shiny Seven Stars-）（大和亞歷山大〈幼少時期〉）

2020年
- 更多！怪傑佐羅利（魯豬豬[23]）

2021年
- 怪物事變（童年時代的織）
- 數碼寶貝大冒險：（馬鈴薯獸）
- 通靈王（第2作）（巧克力愛情·馬克戴爾）

2022年
- 屁屁偵探（嵐山）

2024年
- 福星小子（諸星倒[24]）
- 噗妮露是可愛史萊姆（太陽光央）

### 電影動畫
1999年
- 秋葉原電腦組：2011年的暑假（小鐵）
- 庫洛魔法使劇場版：小櫻的香港之旅（李小狼[25]）
- 怪博士與機器娃娃：阿拉蕾的終極一擊（小少爺）

2000年
- 庫洛魔法使劇場版：被封印的卡片（李小狼[26]）
- 六門天外 ～傳說的火焰龍～（占卜婆婆）

2002年
- 戰鬥陀螺 THE MOVIE 激戰！小龍VS大地（木之宮龍）

2005年
- 劇場版 甲蟲王者：邁向偉大的三冠王之路（未來健人）

2006年
- 劇場版 怪傑佐羅利：神秘寶藏大作戰（魯豬豬）

2007年
- 劇場版 鐵人28號：白晝的殘月（金田正太郎）
- 琴之森

2008年
- 劇場版 MAJOR：友情的一球（茂野吾郎〈少年時期〉）
- 劇場版 火影忍者疾風傳：牽絆（亞丸）

2009年
- 劇場版 神奇寶貝：阿爾宙斯 超克的時空（勘太）
- 企鵝大冒險（日语：よなよなペンギン）（惡童三人組）

2010年
- 劇場版 Heartcatch 光之美少女：超級時尚秀在花之都…真的嗎!?（可芙蕾）
- 劇場版 光之美少女 All Stars DX2：希望之光☆守護彩虹寶石！（可芙蕾）

2011年
- 劇場版 光之美少女 All Stars DX3：傳達到未來！連結世界☆彩虹之花！（可芙蕾）

2012年
- 阿修羅（丹治）
- 劇場版 光之美少女 All Stars New Stage：未來的朋友（可芙蕾）
- 劇場版 怪傑佐羅利：大·大·大·大冒險！（魯豬豬）

2013年
- 劇場版 怪傑佐羅利：守護恐龍蛋（魯豬豬）
- 劇場版 聖☆哥傳（大輔）

2014年
- 劇場版 星光少女：群星閃耀 星光☆十強（咪咪）

2015年
- 劇場版 怪傑佐羅利：宇宙的勇者們（魯豬豬）
- 劇場版 妖怪手錶：閻魔大王與五個故事喵（孝行）

2017年
- 劇場版 怪傑佐羅利：ZZ的秘密（魯豬豬）

### OVA
1995年
- 戰少女（女高中生D）

1996年
- 超人力霸王 超闘士激傳（日语：ウルトラマン超闘士激伝）
- 電光快車俠（新橋哲雪）
- （帕爾）

1999年
- 銀河少女警察 The Animation（沐沐）

2000年
- AMON 惡魔人默示錄（タレちゃん）

2001年
- 漫畫視頻系列 天才小釣手（三平三平）
- 瑪琳與大和 不可思議的星期日（大和）

2002年
- 遙遠時空 ～紫陽花物語～（子分）

2005年
- 童話槍手小紅帽（鈴風草太）

2007年
- 今日大魔王！R（古蕾塔）

2009年
- 聖鬥士星矢 THE LOST CANVAS 冥王神話（亞特拉）
- 珍遊記 -太郎與愉快的朋友們-（日语：珍遊記 -太郎とゆかいな仲間たち-）（山田太郎〈變身後〉）

2010年
- MAJOR -另一個結局-（茂野泉）

2012年
- 聖☆哥傳（大輔）

2017年
- 庫洛魔法使：透明牌篇 小櫻和2隻熊寶寶（李小狼[27]）

### 網路動畫
2008年
- （田村源三〈幼少時期〉）

2016年
2024年
- 奇奇暑假日記（柯奇[28]）

### 遊戲
1997年
- 銀河少女傳說3 LIGHTNING ANGEL（日语：銀河お嬢様伝説ユナ）（菊花）
- Puchi Carat（日语：プチカラット）（加奈特、勞德、比）
- （芭比）

1998年
- 神佑擂台（喬）
- 大盜五右衛門 綾繁一家的黑影（日语：がんばれゴエモン〜来るなら恋! 綾繁一家の黒い影〜）
- 超能力大戰2012 ～Psychic Force 2012～（派翠西亞·梅耶爾）
- 益智泡泡龍4（日语：パズルボブル4）（瑪莉諾）

1999年
- 純愛手札2（赤井焰）

2000年
- 庫洛魔法使 小櫻與不可思議的庫洛牌（李小狼）
- 俄羅斯方塊 with 庫洛魔法使 永恆的心（日语：テトリス with カードキャプターさくら エターナルハート）（李小狼）
- 大顯神威！（日语：ドッチメチャ!）（巴基歐）

2001年
- 超時空之旅NEOS（日语：エクソダスギルティー）
- 歡迎回家！ ～夕凪色的戀愛物語～（日语：おかえりっ!〜夕凪色の恋物語〜）（篠原綠）
- 最終幻想X（帕賽）

2002年
- 抓猴少年2（日语：サルゲッチュ2）（光）
- （巧克力愛情·馬庫達爾）
- 通靈王 超·占事略決3（巧克力愛情·馬庫達爾）
- 真·女神轉生 惡魔之子 黑之書·紅之書（日语：真・女神転生 デビルチルドレン 黒の書・赤の書）（高城傑特）
- 暗雲編年史（朵尼、查普博士、帕烏）
- Chobits for GAMEBOY ADVANCE （絲茉茉）

2003年
- 通靈王 Soul Fight（巧克力愛情·馬庫達爾）
- 夢幻TV 世界格鬥（日语：ドリームミックスTV ワールドファイターズ）（崇雄君）
- 最终幻想X-2（帕賽）
- 魔法咪路咪路 咪路的魔法學校物語（西凱）

2004年
- 皇牌空戰5 未被歌頌的戰爭（凱姿·海里）
- 怪傑佐羅力 目標！惡戲王（魯豬豬）
- 魔法少年賈修 激鬥！最強的魔物們（日语：金色のガッシュベル!! 激闘!最強の魔物達）（雷康姆）
- 通靈王 剛毅之魂（巧克力愛情·馬庫達爾、地藏君）
- 鐵人28號（金田正太郎、羅比）

2005年
- 機獸新世紀Tactics（日语：ゾイドタクティクス）（貝卡·奧布斯裘拉）
- MÄR 魔兵傳奇 FIGHT DREAM（虎水銀太）
- 魔法咪路咪路 心跳回憶大恐慌（西凱）

2006年
- MÄR 魔兵傳奇 卡爾迪亞的惡魔（虎水銀太）
- MÄR 魔兵傳奇 遺忘的庫拉碧亞（虎水銀太）

2008年
- 今日大魔王！真魔國的假日（古蕾塔）

2009年
- 戀上細菌？（～）

2010年
- 白騎士物語 -光與闇的覺醒-（日语：白騎士物語）
- 蒼空騎士 ～飛向CODA～（守護君）

2014年
- J-STARS Victory VS（日语：ジェイスターズ ビクトリーバーサス）（山田太郎）

2017年
- 碧藍幻想（李小狼[29]）

2019年
- 庫洛魔法使 快樂回憶（李小狼[30]）

2022年
- 東京放課後召喚師 （ヴァプラ）

### 廣播劇CD
- 淘氣小親親（小森純子）
- 斬鬼一族箱入娘（日语：鬼切様の箱入娘）（伏緒綾史）
- 傀儡師左近系列（右近）
  - 傀儡師左近 Original Drama Album I ～異聞 夢話悲戀幻想奇譚～（右近／倫助）
  - 傀儡師左近 Original Drama Album II ～外傳 怨恋戀振袖業火地獄～
- 銀之勇者（日语：銀の勇者）（讓）
- 格鬥天王'97 宿命篇（大蛇）
- 私立彩陵高校超能力社（日语：私立彩陵高校超能力部）（佐佐木士郎）
- 時空幻境 幻想傳奇 -太陽之章-（迪歐）
  - 時空幻境 幻想傳奇 -月亮之章-（迪歐）
- 來自天外系列（地藏君）
  - 來自天外 覚醒之章
  - 來自天外 試練之章
  - 來自天外 悠久之章
- 艾莉森與莉莉亞 廣播劇CD I ～艾莉森與維爾 Another Story～（維爾赫姆·休爾茲）

### 外語配音

#### 電影
- 驚天駭地（英语：3000 Miles to Graceland）（傑西·溫格羅夫〈大衛·凱伊〉）
- 艾美懷絲（札克）
- 安娜與國王（朱拉隆功）
- 我不笨，所以我有話說（巴布〈克里斯汀·凱文諾（英语：Christine Cavanaugh）〉）※NHK版。
- 當真愛來敲門（英语：Bounce (film)）（斯科特·賈內洛〈艾力克斯·迪·林茲〉）
- 鬼馬小精靈（英语：Casper (film)）（卡斯柏〈戴文·薩瓦〉）※DVD、BD版。
- 天堂的孩子（阿里〈法拉赫阿米爾·哈什米安〉）
- 捕夢網
- 獵殺大行動（英语：Heaven's Prisoners）（阿拉菲爾〈薩曼莎·拉格帕坎〉）※VHS版。
- 蜜糖第一名（英语：Honey (2003 film)）（班尼）
- 冰風暴（珊迪·卡佛〈亞當·哈恩-博德（英语：Adam Hann-Byrd）〉）
- ID4星際終結者（狄倫·達布羅〈羅斯·巴格萊（英语：Ross Bagley）〉）※影碟版。
- 逃出魔幻紀（比利·傑蘇普〈蓋瑞·約瑟夫·特陸普〉）※富士電視台版。
- 王牌大騙子（麥斯·瑞德〈賈斯汀·庫珀（英语：Justin Cooper (actor)）〉）※VHS、舊DVD版。
- 迷失太空（威爾·羅賓遜〈傑克·約翰遜（英语：Jack Johnson (actor)）〉）※影碟版。
- 心靈真愛（尼克）
- 玫瑰少年（英语：Ma vie en rose）（耶柔米）
- 末路小狂花
- 異形終結（英语：Screamers (1995 film)）（大衛〈邁克爾·卡洛茲〉）※影碟版。
- 豪情四兄弟（少年時期的約翰·賴利〈傑佛瑞·威格多（英语：Geoffrey Wigdor）〉）※富士電視台版。
- 冰雪女王（山賊女兒〈梅根·布萊克〉）
- 怪物奇兵（少年時期的麥可·喬丹〈布蘭登·哈蒙德（英语：Brandon Hammond）〉、傑夫）
- 捍衛戰警2：喋血巡洋（德魯〈克莉絲汀·弗金斯（英语：Christine Firkins）〉）※富士電視台版。
- 牙仙大帝（英语：Tooth Fairy (2010 film)）（蘭迪）※DVD版。

#### 電視影集
- 美國哥德式（英语：American Gothic (1995 TV series)）（迦勒·坦普爾〈盧卡斯·布萊克〉）
- 小淘氣看世界 (第1、2季)（英语：Boy Meets World）（柯瑞·馬修〈初代日語配音／班·薩維奇〉）
- 新鮮遊戲人（英语：Game Shakers）（Triple G[31]）
- 奇異果女孩（弗萊迪）
- 歡樂家庭 (第4季)（班傑明·“班”·西維爾〈第2代日語配音／傑瑞米·米勒（英语：Jeremy Miller）〉）
- 愛卡莉（吉比·吉布森〈第2代日語配音／諾亞·蒙克〉、蓋比·吉布森）
- 薩姆和卡特（奧斯卡）

#### 動畫
- 大象巴巴（少年時期的巴巴、伊莎貝爾）
- 大金剛 (1999年電視動畫)（英语：Donkey Kong Country (TV series)）（波瑞·羅傑）
- 愛探險的朵拉（朵拉·馬爾克斯、薩布麗娜、白雪公主）※東京電視台版。
- 幸福是一條溫暖的毛毯（英语：Happiness Is a Warm Blanket, Charlie Brown）（查理·布朗）
- 大力士（英语：Hercules (1998 TV series)）（布魯圖斯）
- 小小馬戲屋（英语：JoJo's Circus）（史基博）
- 樂一通（傻小貓（英语：Sylvester Jr.））
- 鼹鼠的故事（小鼴鼠 等）
- 彩虹小馬：友情就是魔法（穗龍〈凱西·薇瑟樂克〉[32]）
  - 彩虹小馬：魔法公主
  - 彩虹小馬：坎特拉女2，彩虹搖滾
  - 彩虹小馬：坎特拉女孩3，友誼競賽
  - 彩虹小馬：坎特拉女孩4，永恆自由傳奇
- Pucca ※富士電視台版。
- 小小歐里的世界（英语：Rolie Polie Olie）（比利·貝弗〈喬舒亞·特治〉）
- 藍色小精靈（小笨蛋）
- 忍者龜 (1987年東京電視台版)
- 變形金剛：領袖之證（拉斐爾·“拉夫”·賀黑·岡扎雷斯·艾斯奇維爾[33]、P2 等）

### 特攝影集
1997年
- 鐵甲小寶（聒聒蛙的聲音）
- B-Robo Kabutack 聖誕夜大決戰!!（聒聒蛙的聲音）

### 廣播節目
- 鐘樓驚魂2（愛德華·彈·巴洛茲）
- （初代主持人）
- （主持人／與山徹共同，東海電台）
  - （主持人／與山咲徹共同，東海電台）

### 旁白
- GOGOICHI！ ～SPACE SHOWER CHART SHOW～（日语：ゴゴイチ! 〜SPACE SHOWER CHART SHOW〜）（不明－2005年4月）
- 天才兒童MAX－尋找王子與公主王！（2010年）

### 數位漫畫
- 神奇寶貝愛好俱樂部 發表 神奇寶貝保育家巴特那吉 the Comic（阿一 等）

### 其它
- 與媽媽同樂（日语：おかあさんといっしょ）
  - 巧克力島（アネム）
- 兒童布偶劇場（日语：こどもにんぎょう劇場）
  - （狐狸）
  - （狐狸）
- 城（勇太）
- 福星小子相關（藤波龍之介（日语：藤波竜之介））
- CR福星小子2（日语：CRうる星やつら）
- CR福星小子3（拉姆）
- 颯美「角子機福星小子（日语：パチスロうる星やつら）」
- 颯美「角子機福星小子2（日语：パチスロうる星やつら2）」
- 颯美「角子機福星小子3」
- BITWORLD（日语：ビットワールド）
- （2008年）
- （NHK音樂節目《大家的歌（日语：みんなのうた）》戶川純（日语：戸川純）原唱的翻唱版）
- （可愛巧虎島）（可愛巧虎島內的翻唱版）
- ETV冒 ～人集合（NHK教育，2009年10月31日）露面出演
- 天才兒童MAX YOU （ぱかぽん）
- 丹下櫻與熊井統子的「Smile Broad Casting」（niconico頻道，2018年10月、11月、12月）[34]

## 音樂作品

### 角色歌曲
| 發行日期 | 標題                                        | 名義                                                        | 曲名               | 商業搭配                                      |
| 1998年   | 1998年                                      | 1998年                                                      | 1998年             | 1998年                                        |
| -------- | ------------------------------------------- | ----------------------------------------------------------- | ------------------ | --------------------------------------------- |
| 6月24日  | 庫洛魔法使 角色歌曲 SYAORAN                 | 李小狼（熊井統子）                                          | 「」               | 電視動畫《庫洛魔法使》相關歌曲                |
| 1999年   |                                             |                                                             |                    |                                               |
| 1月21日  | 庫洛魔法使 角色歌曲書                       | 李小狼（熊井統子）                                          | 「」               | 電視動畫《庫洛魔法使》相關歌曲                |
| 2001年   |                                             |                                                             |                    |                                               |
| 2月21日  | 庫洛魔法使 完整歌聲精選                     | 李小狼（熊井統子）                                          | 「」               | 電視動畫《庫洛魔法使》相關歌曲                |
| 2015年   |                                             |                                                             |                    |                                               |
| 1月23日  | 惡役◇協奏曲 ～歐因哥與波因哥～              | 歐因哥（保村真）、波因哥（熊井統子）                        | 「役◇協奏曲 ～～」 | 電視動畫《JoJo的奇妙冒險 星塵鬥士》片尾主題曲 |
| 3月27日  | 惡役◇協奏曲 ～荷爾·荷斯與波因哥～           | 荷爾·荷斯（木內秀信）、波因哥（熊井統子）                   | 「役◇協奏曲 ～～」 | 電視動畫《JoJo的奇妙冒險 星塵鬥士》片尾主題曲 |
| 5月27日  | JoJo的奇妙冒險 星塵鬥士O.S.T「Destination」 | 歐因哥（保村真）、波因哥（熊井統子）、荷爾·荷斯（木内秀信） | 「役◇協奏曲」      | 電視動畫《JoJo的奇妙冒險 星塵鬥士》片尾主題曲 |
| 2017年   |                                             |                                                             |                    |                                               |
| 7月26日  | 數碼寶貝宇宙 應用怪獸 角色歌曲&原聲帶       | 花嵐惠理（庄司宇芽香）&多卡獸（熊井統子）                   | 「必中＠！」       | 電視動畫《數碼寶貝宇宙 應用怪獸》相關歌曲     |

## 腳註

## 外部連結
- 熊井統子 （页面存档备份，存于） （日語）—81 Produce公式官網 （日語）
- ，存于 （日語）
- 熊井統子的X（前Twitter） （日語）
- 熊井統子 （页面存档备份，存于） （日語）—日本藝人名鑑（日语：日本タレント名鑑）